# Lingua proto-slava
Con protoslavo o proto-slavo si intende l'ipotetica lingua comune appartenente alla famiglia indoeuropea che ha dato origine successivamente alle moderne lingue slave.

## Definizione
Il protoslavo non è una lingua attestata, non possiede nessun corpus letterario (Corpussprache), né abbiamo a disposizione una minima traccia scritta (Restsprache). Questa lingua è stata totalmente ricostruita attraverso la filologia, come è stato fatto per il germanico comune.
È importante non confondere il protoslavo con l'antico slavo ecclesiastico. Anche se quest'ultimo è largamente servito da base per la ricostruzione del protoslavo, esso è una lingua attestata, con testi e scritte, e anche se rimane molto unitaria all'interno delle lingue slave, dimostra dei caratteri tipici delle lingue slave meridionali.

## Storia

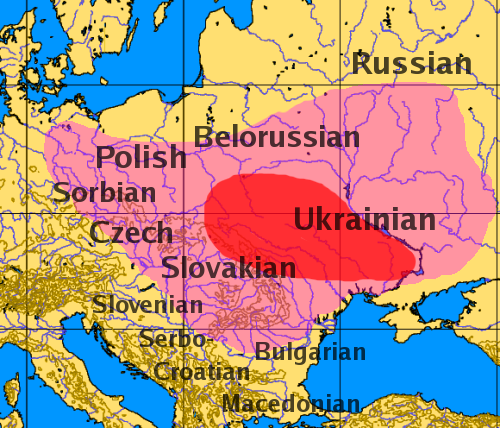
Distribuzione storica delle lingue slave. L'area in rosa indica il complesso di culture di Praga-Penkov-Koločin dal XI al XII secolo a.C., presumibilmente corrispondente alla diffusione delle lingue slave al tempo. L'area rossa indica l'area di origine della diffusione dei popoli slavi e la zona dove veniva parlato il protoslavo

La storia del protoslavo si può suddividere in tre periodi:
- La nascita del protoslavo;
- Il protoslavo come slavo comune;
- Dal protoslavo alla differenziazione delle lingue moderne.

Nel primo periodo il protoslavo si separò dagli altri dialetti indoeuropei, assorbendo i tratti comuni agli altri rami della famiglia ma differenziandosene lentamente, diventando la lingua delle primitive tribù slave.
La seconda fase iniziò con l'affermazione del protoslavo come lingua indoeuropea indipendente. Essa veniva parlata dalle tribù slave stanziate nell'Europa centro-orientale. L'individuazione del luogo dove veniva parlato il protoslavo è stata effettuata attraverso il lessico, che dimostra l'assenza generica di termini riguardanti la steppa ed il mare, ma l'abbondanza di termini riguardanti acque continentali, foreste e animali tipici di zone boscose e temperate; perciò è stata identificata come patria originaria della lingua protoslava la zona tra i Monti Carpazi ed il fiume Dnepr, tra la Polonia, la Slovacchia e la Polesia.
È in questa seconda fase che si affermarono le caratteristiche comuni a tutte le lingue slave odierne, fonetiche, morfologiche, sintattiche e anche lessicali.
Questa fase si inquadra relativamente tardi rispetto alla differenziazione subita dalle lingue romanze e germaniche. Infatti il protoslavo si delineò molto probabilmente verso gli ultimi secoli del I millennio a.C. e si sviluppò nei primi secoli del I millennio d.C.
All'inizio del VI secolo d.C. cominciarono le migrazioni dei popoli slavi e con queste si rafforzarono le differenze tra i vari dialetti della protolingua che vanno a formare le distinte lingue slave, cioè la terza fase. È all'inizio della terza fase che la prima lingua slava, l'antico slavo ecclesiastico, viene messo per iscritto. In quel momento vi era stata una minima differenziazione e le lingue slave erano ancora probabilmente intelligibili fra loro. L'antico slavo ecclesiastico ne è la testimonianza perché veniva facilmente compreso dai popoli slavi, usato infatti come lingua ecclesiastica comune, anche se aveva come base il dialetto slavo di Salonicco, e un'impronta slava meridionale.

## Fonetica: dall'indoeuropeo al protoslavo

### Consonantismo
Il sistema fonologico dell'indoeuropeo secondo la ricostruzione neogrammaticale prevedeva una fricativa dentale sorda (s), quattro sonoranti (m, n, l, r) e 20 occlusive:
|        |              | labiali | dentali | labiovelari | palatali | velari |
| sorde  | non aspirate | p       | t       | kʷ          | k'       | k      |
|        | aspirate     | pʰ      | tʰ      | kʷʰ         | k'ʰ      | kʰ     |
| sonore | non aspirate | b       | d       | gʷ          | g'       | g      |
|        | aspirate     | bʰ      | dʰ      | gʷʰ         | g'ʰ      | gʰ     |

Lo schema tripartito tradizionale invece prevede tre sorde non aspirate (p, t, k), tre sonore non aspirate (b, d, g) e tre sonore aspirate (bʰ, dʰ, gʰ):
|        |              | labiali | dentali | velari |
| sorde  | non aspirate | p       | t       | k      |
| sonore | non aspirate | b       | d       | g      |
|        | aspirate     | bʰ      | dʰ      | gʰ     |

### Trasformazioni del consonantismo
1) Trasformazione delle occlusive sonore aspirate (bʰ, dʰ, gʰ). Le occlusive sonore aspirate perdono l'aspirazione:
- *bʰ → b
- *dʰ → d
- *gʰ → g

|           |        | labiali | dentali | palatali | velari |
| occlusive | sorde  | p       | t       | (ḱ)      | k      |
|           | sonore | b       | d       | (ǵ)      | g      |
| fricative | sorde  |         | s       |          |        |
|           | sonore |         |         |          |        |

2) Trasformazione delle occlusive velari - satemizzazione: le lingue slave appartengono al gruppo delle lingue satem e perciò rinnovano profondamente il sistema delle occlusive velari:
Le occlusive labiovelari passano a velari semplici
- *kʷ → k
- *gʷ → g
- *gʷʰ → gʰ

Le occlusive palatali passano a fricative
- *ḱ → š
- *ǵ → ž
- *ǵʰ → ž.

|           |        | labiali | dentali | palatali | velari |
| occlusive | sorde  | p       | t       |          | k      |
|           | sonore | b       | d       |          | g      |
| fricative | sorde  |         | s       | š        |        |
|           | sonore |         |         | ž        |        |

3) Legge di Pedersen. La /s/ passa a /x/ nel protoslavo:
|           |        | labiali | dentali | palatali | velari |
| occlusive | sorde  | p       | t       |          | k      |
|           | sonore | b       | d       |          | g      |
| fricative | sorde  |         |         | š        | x      |
|           | sonore |         |         | ž        |        |

4) Retroflessione della /s/. La fricativa dentale sorda preceduta da /r, u, k, i/ si retroflette quando è seguita da vocale o da sonorante:
|           |        | labiali | dentali | palatali | velari |
| occlusive | sorde  | p       | t       |          | k      |
|           | sonore | b       | d       |          | g      |
| fricative | sorde  |         | s       |          | x      |
|           | sonore |         | z       |          |        |

5) Le sonoranti liquide e nasali /m, n, l, r/ in posizione sillabica sviluppano vocali d'appoggio /ĭ, ī, ŭ, ū/ generando 16 dittonghi:
| ĭm | ĭn | ĭl | ĭr |
| īm | īn | īl | īr |
| ŭm | ŭn | ŭl | ŭr |
| ūm | ūn | ūl | ūr |

### Vocalismo
Il protoindoeuropeo tardo constava di 10 fonemi vocalici (5 lunghi e 5 brevi):
| alte  | ĭ, ī |      |      |      | ŭ, ū |
| medie |      | ĕ, ē |      | ŏ, ō |      |
| basse |      |      | ă, ā |      |      |

Si formarono allora 36 dittonghi composti da /ă, ā, ĕ, ē, ŏ, ō/ + /i, u, m, n, l, r/:
| ăi | ău | ăm | ăn | ăl | ăr |
| ĕi | ĕu | ĕm | ĕn | ĕl | ĕr |
| ŏi | ŏu | ŏm | ŏn | ŏl | ŏr |
| āi | āu | ām | ān | āl | ār |
| ēi | ēu | ēm | ēn | ēl | ēr |
| ōi | ōu | ōm | ōn | ōl | ōr |

### Trasformazioni del vocalismo
In protoslavo o e a confluiscono. Perciò il sistema ricostruito per il protoindoeuropeo tardo si trasforma nel seguente:
|       | anteriori (non labializzate) | posteriori (labializzate) |
| alte  | ĭ, ī                         | ŭ, ū                      |
| basse | aĕ, aē                       | ă, ā                      |

## Fonetica: dal protoslavo allo slavo comune tardo

### Armonia endosillabica
1) Prima palatalizzazione (regressiva)
a) Riguarda le due velari occlusive indoeuropee e la velare fricativa nata dalla retroflessione della fricativa dentale indoeuropea. Davanti a vocale anteriori le suddette velari mutano in questo modo:
- *k + i,e → č
- *g + i,e → ž
- *x + i,e → š

b) Riguarda i nessi *sk, *zk, *tk, (*gk) + vocale anteriore. I loro esiti sono gli stessi della iodizzazione delle dentali (cfr. in seguito).
2) Iodizzazione
Consiste nella modifica che le consonanti subiscono trovandosi seguite da jod (cioè /j/).
a) Le velari si palatalizzano secondo la prima palatalizzazione:
- *k + j → č
- *g + j → ž
- *x + j → š

b) Le sibilanti si trasformano in scibilanti:
- *s + j → š
- *z + j → ž

c) Le labiali sviluppano una /l/ epentetica davanti alla /j/ consonantica:
- *p + j → plj
- *b + j → blj
- *m + j → mlj
- *v + j → blj

d) Le dentali hanno esiti diversi nelle varie zone della Slavia. In protoslavo sono:
- *t + j → št’
- *d + j → žd’

Nelle lingue slave orientali si sviluppano come
* *t + j → č
* *d + j → ž
Mentre nelle lingue slave occidentali si sviluppano come
* *t + j → c
* *d + j → z
e) Le liquide e la nasale /n/ si iodizzano:
- *l + j → lj
- *r + j → rj
- *n + j → nj

f) Le liquide e la nasale n, iodizzate, possono iodizzare la consonante che le precede:
- *s + lj → šl’
- *z + lj → žl’
- *s + nj → šn’

- *z + nj → žn’
- *d + rj → ždr’
- *(s)t + rj → štr’

3) Metafonia palatale
Dopo jod /j/ le vocali labializzate (posteriori) spostano la propria articolazione in avanti e quindi si delabializzano (diventando anteriori):
- *ju → ji
- *ja → je

### Legge della sillaba aperta
La struttura delle parole nel passaggio dal protoslavo allo slavo comune tardo subisce una profonda ristrutturazione secondo la legge della sillaba aperta:
a) Una sillaba può terminare solo in vocale o sonorante (sillaba aperta). L'ultima sillaba (e quindi la parola) può terminare solo in vocale. Una sillaba non può essere chiusa (cioè terminare per consonante).
b) Le consonanti che seguono la vocale finale di parola cadono (con o senza tracce).
c) Le consonanti che si trovano alla fine della sillaba nel corpo della parola passano alla sillaba successiva.
d) La vocale può essere preceduta da un massimo di 4 consonanti (di cui l'ultima può essere solo jod).
e) Non esistono consonanti doppie.
f) La sequenza di consonanti nella sillaba deve rispettare la sonorità crescente: nessuna consonante che si trovi davanti ad una consonante meno sonora o di uguale sonorità può rimanere in quella posizione:
| sibilanti e scibilanti    | s z š ž              |
| labiali, dentali e velari | p b t d k g x č c dž |
| labiodentali e nasali     | v m n                |
| liquide e vibranti        | l r                  |
| semivocali                | j w                  |
| vocali                    | i ae a u             |

Le sillabe slave possono essere formate quindi solo come:
CV, CCV, CCCV o CCCjV.
1) Semplificazione dei nessi consonantici
Se una consonante si trova in una posizione non prevista tra quelle sopra indicate, avviene quanto segue:
a) Davanti a /s, z, š, ž/ (le meno sonore) qualunque altra consonante (esse comprese) cade.
b) Se una /z/ precede una consonante del secondo gruppo /p, t, k, x, č, c/ si modificano come segue:
- *z + p → s
- *z + t → s
- *z + x → s
- *z + č → s
- *z + c → št

c) Se le sibilanti /s/ e /z/ incontrano la liquida vibrante /r/, avviene l'inserzione di una dentale:
- *s + r → str
- *z + r → zdr

d) Se due consonanti del secondo gruppo /p, b, t, k, g, x, č, c, dž/ si trovano vicine la prima delle due cade, con queste eccezioni:
- *t + t → st
- *d + t → st
- *k + t’ → št
- *g + t’ → št
- *b + v → b

e) I nessi formati da consonanti del secondo gruppo /p, b, t, k, g, x, č, c, dž/ e consonanti nasali e liquide /m, n, r, l/ si modificano come segue:
- *sk + n → sn
- *p + n → n
- *b + n → n
- *t + n → n
- *d + n → n
- *d + m → m
- (*d + l → l)
- (*t + l → l)

f) La /n/ dei nessi *vъn, *sъn, *kъn si conserva quando la sillaba iniziale della parola seguente inizia per jod. Quando invece *vъn e *sъn sono fusi con il sostantivo, la /n/ si conserva anche davanti a vocale.
2) Monottongazione dei dittonghi in semivocale
La legge della sillaba aperta fa sì che ci sia la necessità di abolire anche le sequenze vocale + semivocale.
a) Se la sillaba successiva comincia in vocale, l'elemento semivocalico si sposta all'inizio di quella sillaba.
b) Se la sillaba successiva comincia in consonante, il dittongo si trasforma in una vocale lunga anteriore o posteriore, a seconda di come era la semivocale:
|       | anteriori | posteriori |
| ai >  | aē, ī     |            |
| ai >  |           | ū2         |
| aeu > | ī         |            |
| aeu > |           | 'ū2        |

Esistono ora tre differenti tipi di u: la /*u/ indoeuropea e le nuove ū2 e 'ū2:
| ū + C,# > *uu > *ŭi > | ъi |
| ū + V > *ŭŭ > *ŭu >   | ъv |
| au > ū2 >             | u  |
| aeu > 'ū2 >           | ю  |

Ecco quali sono le mutazioni dei dittonghi in semivocale:
|        | dittongo + V | dittongo + C      |
| *āi >  | a + jV       | ē2 + C,#          |
| *ăi >  | o + jV       | ē2 + C,# / ī2 + # |
| *aēi > | e + jV       | ī2 + C,#          |
| *aĕi > | ъ + jV       | ī2 + C,#          |
| *āu >  | a + vV       | ū2 + C,#          |
| *āu >  | o + vV       | ū2 + C,#          |
| *aēu > | ě + vV       | 'ū2 + C,#         |
| *aĕu > | e + vV       | 'ū2 + C,#         |

3) Consonantizzazione delle semivocali
a) Davanti a consonante e in fine di parola si sviluppano come vocali /i, u/.
b) Davanti a vocale si sviluppano come consonanti /j, w/.
4) Sviluppo di jod protetico
Si forma davanti alle parole che iniziano per vocale (non sempre la resa è evidenziata a livello grafico):
| j + i = i  | j + ъ = i  | j + e = je  |
| j + ě = je | j + ę = ję | j + u2 = ju |

5) Seconda palatalizzazione (regressiva)
Davanti alle nuove vocali anteriori ě2 e i2 le velari subiscono nuovi processi di palatalizzazione:
- *k → c
- *g → z
- *x → s

6) Semplificazione dei dittonghi in nasale V+N in vocale nasale
I dittonghi in nasale sono: an, en, in, un, am, em, im, um.
a) Davanti a vocale il dittongo viene reinterpretato come sequenza VC e questa viene rigettata sulla sillaba seguente.
b) Davanti a jod si formano le palatali n', ml' che passano a far parte della sillaba che segue.
c) Davanti ad un'altra consonante nasale la prima cade senza lasciare traccia.
d) Davanti alle restanti consonanti o al silenzio (#) in posizione interconsonantica:
- *in/im/en/em → ę
- *un/um/an/am → ǫ

7) Terza palatalizzazione (progressiva)
Gli esiti della seconda palatalizzazione delle velari si ottiene anche quando la velare viene a trovarsi dopo vocali che risalgono alla *i indoeuropea.
8) Nuova metafonia palatale
Dopo le nuove consonanti molli le vocali posteriori di ascendenza indoeuropea diventano anteriori:
- *a → e
- *u → i

9) Dittonghi in liquida
I dittonghi in liquida sono: al, aer, al, ar, il, ir, ul, ur
a) Davanti a # le liquide cadono.
b) Davanti alle vocali il dittongo viene reinterpretato come sequenza VC e la liquida rigettata sulla sillaba seguente.
c) Davanti a jod si formano le palatali l', r' che passano a far parte della sillaba seguente.
d) Davanti alle consonanti si hanno diversi comportamenti nelle varie zone della Slavia:
Generalmente per i dittonghi in al, ar avviene la metatesi, ovvero lo spostamento della consonante:
- *al → la
- *ar → ra

Generalmente la vocale coinvolta nella metatesi si allunga:
- *vertmen → vrē(t)mę → vrěmę

Nei dialetti slavi orientali invece avviene il fenomeno della polnoglasie, ovvero si sviluppano due nuove vocali prima e dopo la liquida:
- *al → olo
- *ar → oro

Ad esempio:
- protoslavo *golvà ‘testa’ si sviluppa nella slavia occidentale e meridionale come glava, ma in russo si ha голова, golova.

### Trasformazione della quantità in timbro
Le vocali del protoslavo si modificano come segue:
|       | anteriori | posteriori |
| alte  | ī > i     | ū > y      |
|       | ĭ > ь     | ŭ > ъ      |
| basse | aē > ě    | ā > ě      |
|       | aĕ > e    | ă > o      |

## Morfologia - Il sostantivo

### Introduzione
Le classi tematiche dei nomi in proto-slavo sono le stesse dell'indoeuropeo, organizzate in base al tema, se vocalico o consonantico:
| vocale   | consonante |
| -ŏ-/-jŏ- | -en-       |
| -ā-/-jā- | -es-       |
| -ĭ-      | -ent-      |
| -ŭ-      | -er-       |
|          | -w-        |

Le flessioni in consonante contengono pochi nomi.
I nomi in vocale possono essere declinati in due modi:
1. Attaccare al suffisso tematico una desinenza
2. Agire sulla vocale tematica, che può modificarsi per apofonia, per allungamento, per dittongazione o per indebolimento.

Nota sulla traslitterazione:
Negli esempi in protoslavo si distingue tra vocali lunghe e corte:
- ā, ē, ī, ō, ū: vocali lunghe
- ă, ĕ, ĭ, ŏ, ŭ: vocali corte

Si utilizza la traslitterazione scientifica per le declinazioni dell'antico slavo ecclesiastico (abbreviato in asl.).
ь = ĭ
ъ = ŭ
ы = y (IPA: /ɨ/)
nasale anteriore = ę (≅ /en/)
nasale posteriore = ǫ (≅ /on/)
jat = ě
In entrambe le traslitterazioni:
x = kh (IPA: /x/)

### Sistema dei casi
Il protoslavo ha ridotto il numero dei casi di origine indoeuropea, per sincretizzazione. Sopravvivono 7 casi:
1. Nominativo - caso del soggetto
2. Genitivo - caso del possesso
3. Dativo - caso del complemento di termine
4. Accusativo - caso dell'oggetto
5. Vocativo - caso di appellamento
6. Locativo - caso di locazione
7. Strumentale - caso di strumento e di compagnia

L'ablativo, originario caso di allontanamento e origine, viene assorbito dal genitivo, che ne usa le desinenze, mentre quelle originali del genitivo per lo più scompaiono.
In seguito non verranno trattate le desinenze del caso vocativo, che rimane particolare nell'ambito slavo

### Temi in -ŏ-/-jŏ-
La classe di declinazione in -ŏ-/-jŏ-, che in indoeuropeo ha le medesime desinenze, sviluppa minimamente in protoslavo, ma ancor di più dopo la differenziazione delle lingue slave, svariate differenze tra il tema in -ŏ- ed il tema in -jŏ-.
| Caso   | protoslavo singolare | asl. singolare | protoslavo duale | asl. duale | protoslavo plurale | asl. plurale |
| ------ | -------------------- | -------------- | ---------------- | ---------- | ------------------ | ------------ |
| Nom.   | stăl-ă-x             | stol-ŭ         | stăl-ā           | stol-a     | stăl-Ø-ai          | stol-i       |
| Gen.   | stăl-ā-t             | stol-a         | stăl-Ø-au        | stol-u     | stăl-Ø-am          | stol-ŭ       |
| Dat.   | stăl-?               | stol-u         | stăl-ă-mā        | stol-oma   | stăl-ă-max         | stol-omŭ     |
| Acc.   | stăl-ă-m             | stol-ŭ         | stăl-ā           | stol-a     | stăl-ă-ns          | stol-y       |
| Loc.   | stăl-ă-i             | stol-ě         | stăl-Ø-au        | stol-u     | stăl-ai-xu         | stol-ěxŭ     |
| Strum. | stăl-ā(≠)            | stol-omĭ       | stăl-ă-mā        | stol-oma   | stăl-?             | stol-y       |

### Temi in -ā-/-jā-
La classe di declinazione in -ā-/-jā-, che in indoeuropeo ha le medesime desinenze, sviluppa minimamente in protoslavo, ma ancor di più dopo la differenziazione delle lingue slave, svariate differenze tra il tema in -ā- ed il tema in -jā-.
| Caso   | protoslavo singolare | asl. singolare | protoslavo duale | asl. duale | protoslavo plurale | asl. plurale |
| ------ | -------------------- | -------------- | ---------------- | ---------- | ------------------ | ------------ |
| Nom.   | gen-ā                | žen-a          | gen-ai           | žen-ě      | gen-ā-?            | žen-y        |
| Gen.   | gen-?                | žen-y          | gen-Ø-au         | žen-u      | gen-Ø-am           | žen-ŭ        |
| Dat.   | gen-ā-i              | žen-ě          | gen-ā-mā         | žen-ama    | gen-ā-max          | žen-amŭ      |
| Acc.   | gen-ā-m              | žen-ǫ          | gen-ai           | žen-ě      | gen-ā-ns           | žen-y        |
| Loc.   | gen-ā-i              | žen-ě          | gen-Ø-au         | žen-u      | gen-ā-xu           | žen-axŭ      |
| Strum. | gen-ā-m(≠)           | žen-ojǫ        | gen-ā-mā         | žen-ama    | gen-ā-mix          | žen-ami      |

### Temi in -ŭ-
La classe di declinazione in -ŭ- comprende solo pochi nomi, tutti maschili, nessuno dei quali è attestato nel canone in tutte le forme del paradigma originariamente supposto. La vocale tematica -ŭ- alterna nel corso della declinazione con il dittongo -ow- (→ -au-) .
| Caso   | protoslavo singolare | asl. singolare | protoslavo duale | asl. duale | protoslavo plurale | asl. plurale |
| ------ | -------------------- | -------------- | ---------------- | ---------- | ------------------ | ------------ |
| Nom.   | sūn-ŭ-x              | syn-ŭ          | sūn-ū            | syn-y      | sūn-ău-ex          | syn-ove      |
| Gen.   | sūn-ău-x             | syn-u          | sūn-ău-ău        | syn-ovu    | sūn-ău-ăm          | syn-ovŭ      |
| Dat.   | sūn-ău-ei            | syn-ovi        | sūn-ŭ-mā         | syn-ŭma    | sūn-ŭ-măx          | syn-umŭ      |
| Acc.   | sūn-ŭ-m              | syn-ŭ          | sūn-ū            | syn-y      | sūn-ŭ-ns           | syn-y        |
| Loc.   | sūn-ău-Ø             | syn-u          | sūn-ău-ău        | syn-ovu    | sūn-ŭ-xu           | syn-ŭxŭ      |
| Strum. | sūn-ŭ-mi             | syn-ŭmĭ        | sūn-ŭ-mā         | syn-ŭma    | sūn-ŭ-mix          | syn-ŭmi      |

### Temi in -ĭ-
La classe di declinazione in -ĭ- comprende nomi maschili e femminili che escono al Nsg in -ь. La vocale tematica -ĭ- alterna nel corso della declinazione con il dittongo -ĕi-.

#### Declinazione in -ĭ- (maschile)
| Caso   | protoslavo singolare | asl. singolare | protoslavo duale | asl. duale | protoslavo plurale | asl. plurale |
| ------ | -------------------- | -------------- | ---------------- | ---------- | ------------------ | ------------ |
| Nom.   | pant-i-x             | pǫt-ĭ          | pant-ī           | pǫt-i      | pant-ii-ex         | pǫt-ĭje      |
| Gen.   | pant-ei-x            | pǫt-i          | pant-ei-au       | pǫt-ĭju    | pant-ei-am         | pǫt-ĭjĭ      |
| Dat.   | pant-(ei)-ei         | pǫt-i          | pant-i-mā        | pǫt-ĭma    | pant-i-max         | pǫt-imŭ      |
| Acc.   | pant-i-m             | pǫt-ĭ          | pant-ī           | pǫt-i      | pant-i-ns          | pǫt-i        |
| Loc.   | pant-ēi-Ø            | pǫt-i          | pant-ei-au       | pǫt-ĭju    | pant-i-xu          | pǫt-ĭxĭ      |
| Strum. | pant-i-mi            | pǫt-ĭmĭ        | pant-i-mā        | pǫt-ĭma    | pant-i-mīx         | pǫt-ĭmi      |

#### Declinazione in -ĭ- (femminile)
| Caso   | protoslavo singolare | asl. singolare | protoslavo duale | asl. duale | protoslavo plurale | asl. plurale |
| ------ | -------------------- | -------------- | ---------------- | ---------- | ------------------ | ------------ |
| Nom.   | kăst-ĭ-x             | kost-ĭ         | kăst-ī           | kost-i     | kăst-ei-x          | kost-i       |
| Gen.   | kăst-ei-x            | kost-i         | kăst-ei-au       | kost-ĭju   | kăst-ei-am         | kost-ĭjĭ     |
| Dat.   | kăst-(ei)-ei         | kost-i         | kăst-i-mā        | kost-ĭma   | kăst-i-max         | kost-imŭ     |
| Acc.   | kăst-ĭ-m             | kost-ĭ         | kăst-ī           | kost-i     | kăst-i-ns          | kost-i       |
| Loc.   | kăst-ēi-Ø            | kost-i         | kăst-ei-au       | kost-ĭju   | kăst-ĭ-xu          | kost-ĭxĭ     |
| Strum. | kăst-ei-ām           | kost-ĭjǫ       | kăst-i-mā        | kost-ĭma   | kăst-i-mīx         | kost-ĭmi     |

### Temi in consonante
I temi in consonante rappresentano una classe di sostantivi in via di estinzione. In protoslavo pochi sostantivi appartengono alle varie declinazioni in consonante. Nel passaggio verso il tardo slavo comune questi temi vengono per lo più assorbiti dalle classi dominanti: i maschili ed i neutri entrano a far parte dei temi in -ŏ-/-jŏ- e i femminili entrano a far parte della declinazione in -ĭ-

#### Temi in -es-
La classe di declinazione in -es- comprende nomi neutri. Il tema è caratterizzato dall'alternanza vocalica radicale qualitativa -os-/-es-, che in protoslavo diventa -as-/-es-.
| Caso   | protoslavo singolare | asl. singolare | protoslavo duale | asl. duale    | protoslavo plurale | asl. plurale |
| ------ | -------------------- | -------------- | ---------------- | ------------- | ------------------ | ------------ |
| Nom.   | slău-ăs-Ø            | slov-o         | slău-ĕs-?        | slov-es-ĕ     | slău-ĕs-ā          | slov-es-a    |
| Gen.   | slău-ĕs-ĕx           | slov-es-e      | slău-ĕs-u        | slov-es-u     | slău-ĕs-ăm         | slov-es-ŭ    |
| Dat.   | slău-ĕs-ei           | slov-es-i      | slău-ĕs-?        | non attestato | slău-ĕs-ĕ-măx      | slov-es-emŭ  |
| Acc.   | slău-ăs-Ø            | slov-o         | slău-ĕs-?        | slov-es-ĕ     | slău-ĕs-ā          | slov-ĕs-a    |
| Loc.   | slău-ĕs-ĕ            | slov-es-e      | slău-ĕs-u        | slov-es-u     | slău-ĕs-ĕ-xu       | slov-es-exŭ  |
| Strum. | slău-ĕs-ĕ-mĭ         | slov-es-e-mĭ   | slău-ĕs-?        | non attestato | slău-ĕs-?          | slov-es-y    |

#### Temi in -en-
La classe di declinazione in -en- comprende per lo più nomi neutri ed alcuni maschili. Alla forma neutra trova una corrispondenza con la desinenza latina neutra in -men, -minis.
| Caso   | protoslavo singolare | asl. singolare | protoslavo duale | asl. duale   | protoslavo plurale | asl. plurale |
| ------ | -------------------- | -------------- | ---------------- | ------------ | ------------------ | ------------ |
| Nom.   | uert-men-Ø           | vrě-mę         | uert-men-?       | vrě-men-ĕ    | uert-men-a         | vrě-men-a    |
| Gen.   | uert-men-ex          | vrě-men-e      | uert-men-u       | vrě-men-u    | uert-men-am        | vrě-men-ŭ    |
| Dat.   | uert-men-ei          | vrě-men-i      | uert-men-?       | vrě-men-ĭ-ma | uert-men-ĭ-max     | vrě-men-ĭmŭ  |
| Acc.   | uert-men-Ø           | vrě-mę         | uert-men-?       | vrě-men-ĕ    | uert-men-a         | vrě-men-a    |
| Loc.   | uert-men-e           | vrě-men-e      | uert-men-u       | vrě-men-u    | uert-men-ĭ-xu      | vrě-men-ĭxŭ  |
| Strum. | uert-men-ĭ-mĭ        | vrě-men-ĭ-mĭ   | uert-men-?       | vrě-men-ĭ-ma | uert-men-?         | vrě-men-y    |

#### Temi in -er
La classe di declinazione in -er- comprende due nomi femminili di parentela (madre e figlia di diretta derivazione indoeuropea). Ne viene fornito solo il nominativo singolare ed il genitivo singolare. Nel passaggio al tardo slavo comune la desinenza del nominativo singolare cambia radicalmente perché inusuale per la legge della sillaba aperta.
| Caso | protoslavo singolare | asl. singolare |
| ---- | -------------------- | -------------- |
| Nom. | mat-er-Ø             | mat-i          |
| Gen. | mat-er-ex            | mat-er-e       |

#### Temi in -w-
La classe di declinazione in -w- comprende solo nomi femminili, presentano come tema il dittongo -ŭu-, derivato da ŭw. Questo dittongo si svilupperà in -ū- e quindi in -y- davanti a consonante o al silenzio, e si svilupperà in -ŭv- davanti a vocale. Ne viene fornito il nominativo singolare ed il genitivo singolare.
| Caso | protoslavo singolare | asl. singolare |
| ---- | -------------------- | -------------- |
| Nom. | suekr-ŭu             | svekr-y        |
| Gen. | suekr-ŭu-ex          | svekr-ŭv-e     |

## L'aggettivo
L'aggettivo proto-slavo eredita dall'aggettivo indoeuropeo la qualità di accordarsi con il sostantivo da cui viene retto per caso, numero e genere.
Per accordarsi con il sostantivo secondo il genere l'aggettivo adotta gli stessi temi dei sostantivi. Viene usato il tema in -ŏ/jŏ- per l'accordo con i sostantivi maschili e neutri e il tema in -ā/jā- per l'accordo con i sostantivi femminili.
- indoeuropeo *now- → protoslavo *nau- → maschile nau-ax, femminile nau-ā, e neutro nau-ă.

L'aggettivo segue così le declinazioni dei vari temi vocalici.
Nel passaggio da protoslavo al tardo slavo comune l'aggettivo assume una particolare caratteristica (che condivide con le lingue baltiche), la definitezza.
Per esprimere lo stato determinato (tale funzione viene svolta dagli articoli determinativi), viene aggiunto un suffisso agli aggettivi, aggiungendo il significato di quello (aggettivo).
Il suffisso aggiunto è un pronome enclitico di derivazione indoeuropea:
*ia-x maschile → Tardo slavo comune jĭ

*iā femminile → Tardo slavo comune ja

*iă neutro → Tardo slavo comune je
(dimostra una parentela con il pronome latino is, ea, id)
| Genere    | protoslavo | asl. indefinito | asl. definito |
| --------- | ---------- | --------------- | ------------- |
| Maschile  | nau-ax     | nov-ŭ           | nov-ŭ-jĭ      |
| Femminile | nau-ā      | nov-a           | nov-a-ja      |
| Neutro    | nau-ă      | nov-o           | nov-o-je      |

Nello sviluppo delle lingue slave moderne, alcune lingue utilizzeranno la forma indefinita per sviluppare la classe grammaticale degli aggettivi, altri la forma definita, ridotta a semplice desinenza aggettivale.

## Il pronome
Il pronome protoslavo ha ereditato dall'indoeuropeo una declinazione pronominale speciale.
Uno dei pronomi chiave che si sviluppa nel protoslavo è *ia-x, con un significato determinativo generico, quello:
*ia-x maschile → slavo comune tardo jĭ

*iā femminile → slav. com. tardo ja

*iă neutro → slav. com. tardo je
Questo pronome viene usato in composti per formare altri tipi di pronomi, come i possessivi:
*ma-ia-x maschile → slav. com. tardo mojĭ

*nā-s-ia-x femminile → slav. com. tardo našĭ

Altri pronomi invece presentano un'altra declinazione, che combina i temi in -o- ed in -ā- con altri temi pronominali (-ai-). Così si formano il pronome *tăx ‘questo’, *kaxtă ‘chi’, *kĭtă ‘che cosa’.
| Caso   | maschile | asl. masch. | femminile | asl. femm. | neutro  | asl. neutro |
| ------ | -------- | ----------- | --------- | ---------- | ------- | ----------- |
| Nom.   | t-ă-x    | tŭ          | t-ā       | ta         | t-ă     | to          |
| Gen.   | t-ă-gă   | togo        | t-ai-ans  | toję       | t-ă-ga  | togo        |
| Dat.   | t-ă-mau  | tomu        | t-ai-ei   | toji       | t-ă-mau | tomu        |
| Acc.   | t-ă-m    | tŭ          | t-ā-m     | tǫ         | t-ă     | to          |
| Loc.   | t-ă-mi   | tomĭ        | t-ai-ei   | toji       | t-ă-mi  | tomĭ        |
| Strum. | t-ai-mi  | těmĭ        | t-ai-ām   | tojǫ       | t-ai-mi | těmĭ        |

| Caso   | protoslavo « chi » | asl. « chi » | protoslavo « che cosa » | asl. « che cosa » |
| ------ | ------------------ | ------------ | ----------------------- | ----------------- |
| Nom.   | k-ă-x-tă           | kŭ-to        | kĭ-tă                   | čĭto              |
| Gen.   | k-ă-gă             | kogo         | kĭ-esă                  | česo              |
| Dat.   | k-ă-mau            | komu         | kĭ-ă-mau                | čemu              |
| Acc.   | k-ă-ga             | kogo         | kĭ-tă                   | čĭto              |
| Loc.   | k-ă-mi             | komĭ         | kĭ-ă-mĭ                 | čemĭ              |
| Strum. | k-ai-mi            | cěmĭ         | kĭ-ai-mĭ                | čimĭ              |

I pronomi personali presentano, come derivazione dall'indoeuropeo, una declinazione ancora più particolareggiata e differente all'interno dei casi. Si possono ricostruire varie forme dei pronomi:
- indoeuropeo *h₁éǵh₂óm ‘io’ → baltoslavo *ēźu → protoslavo *jãzŭ → slavo comune azŭ
- i casi obliqui della prima persona derivano dalla radice *em- indoeuropea.
- indoeuropeo tuh₂ → baltoslavo *tūˀ → protoslavo ty
- il slavo commune tebĕ dimostra la parentela con il latino tibi
- il protoslavo -mū nella 1ª persona nominativa plurale si ricostrusce sul tema obliquo della 1ª persona singolare.
- Le forme del dativo e strumentale plurale assorbono le desinenze in -m- dei sostantivi al posto delle desinenze in -bʰos- originali indoeuropee.
- Per la terza persona viene usato il pronome *ia-x, al pari delle altre lingue indoeuropee.

## Il verbo
Il sistema verbale protoslavo si dimostra profondamente innovativo rispetto a quello indoeuropeo.
Il sistema aspettuale subì nel passaggio da indoeuropeo a protoslavo cambiamenti radicali. La categoria dell'aspetto acquisì maggiore importanza, pur se venne espressa solo tramite derivazione attraverso dei prefissi verbali che formavano verbi perfettivi da verbi imperfettivi. Raramente, soprattutto i verbi d'azione, sono interpretati come perfettivi e ne viene derivato un imperfettivo.
Il sistema temporale si modifica, sviluppando in proto-slavo tre tempi semplici, presente, aoristo ed imperfetto e tre tempi composti, perfetto, piuccheperfetto I e piuccheperfetto II; i tempi composti vengono formati dal verbo essere, usato come ausiliare, ed un participio del verbo. Viene preso ad esempio la radice protoslava *nes-, "portare", da cui vengono formate le terze persone singolari di ogni tempo:
- Presente: *nes-ĕ-ti (→ asl. nesetŭ)
- Aoristo: *nes-ĕ-t (→ asl. nese)
- Imperfetto: *nes-ē-āx-ĕ-t (→ asl. nesěaše)
- Perfetto: *nes-lă-x + estĭ (→ asl. neslŭ estŭ)
- Piuccheperfetto I: *nes-lă-x bu-ē-t (→ asl. neslŭ bě)
- Piuccheperfetto II: *nes-lă-x bu-ē-āx-ĕ-t (→ asl. neslŭ běaše)

Le forme composte sono chiaramente un'innovazione tarda protoslava.
L'imperfetto è una forma posteriore, non direttamente indoeuropea, formata dall'aggiunta al verbo di una coniugazione del verbo essere, *es- → *-āx- + vocale tematica + desinenze secondarie indoeuropee.
Il presente e l'aoristo sono gli unici due tempi conservativi:
- il presente continua il presente indoeuropeo caratterizzato dalle desinenze personali primarie, (anche se alla prima persona si diffonde una desinenza in -ām, derivante da un indoeuropeo -eh3- + desinenza secondaria m, che diventa -ǫ nel tardo slavo comune, conservandosi in -mi solo in alcuni verbi).

| Persona    | Indoeuropeo | Protoslavo       | Tardo Slavo comune |
| ---------- | ----------- | ---------------- | ------------------ |
| 1 p. sing. | -mi (-eh3m) | (≠)-ām/(=)-mĭ    | -ǫ/-mĭ             |
| 2 p. sing. | -si         | -ši              | -ši                |
| 3 p. sing. | -ti         | -tŭ              | -tŭ                |
| 1 p. plu.  | -mos        | -max             | -mŭ                |
| 2. p. plu. | -te         | -tĕ              | -te                |
| 3. p. plu. | -(e)nti     | -anti/-inti/-nti | -ǫtŭ/-ętŭ          |
| 1. p. du.  | -we         | -uē              | -vē                |
| 2. p. du.  | -t(h2)o     | -tā              | -ta                |
| 3. p. du.  | -to         | -tĕ              | -te                |

- L'aoristo continua in parte l'aoristo indoeuropeo mescolandolo a forme di un più antico imperfetto (2ª e 3ª persona singolare).

Alcuni aoristi sono tematici, cioè si formano direttamente dal tema del verbo, come *id-ăm (→ asl. idŭ, "andai"), una buona parte degli aoristi è però sigmatica cioè si caratterizza dall'introduzione di una -s- tra radice e desinenza, come *rek-s-ăm (→ asl. rěxŭ, "dissi").
La forma verbale dell'infinito viene costruita con la desinenza -tēi (*znā-tēi → asl. znatī), che rappresenta una forma nominale, ricollegabile al supino latino in -tum, al caso locativo).
Le forme nominali del verbo slavo, oltre all'infinito, sono i participi, che si realizzano in forma attiva e passiva, e nel tempo presente e passato, ed un participio risultativo, che viene utilizzato nella coniugazione del verbo:
- Il participio presente attivo è caratterizzato dalla desinenza indoeuropea -nt- che caratterizza il participio presente latino (ferentis, gen. sing) ↔ *nes-a-nt-s, nom. *nes-a-nt-iā, gen. (→ in asl. nesy, nom. nesǫšta).

- Il participio presente passivo è caratterizzato dalla desinenza indoeuropea -mo- → *nes-a-ma-x, masch., *nes-a-m-ā, femm. (→ in asl. nesomŭ)

- Il participio passato attivo è caratterizzato dalla desinenza indoeuropea -wes- → -ux- → *nes-ux-ia-x, *nes-ux-iā. (→ in asl. nesŭ)

- Il participio passato passivo è caratterizzato da due desinenze di derivazione indoeuropea: -en- e -to-, che vengono utilizzati a seconda della consonante finale del tema: La più usata è generalmente -en- → *nes-en-a-x (→ in asl. nesenŭ), ma quando il tema finisce già in consonante nasale, allora viene usata -to- → *uz-im-t-a-x (→ in asl. vŭzętŭ) (in latino venivano usate le medesime desinenze, solo che -to- venne utilizzata per i participi passati, mentre -en- passò alla formazione degli aggettivi → plenus, pieno, repletus, riempito)

- Il participio risultativo è caratterizzato dalla desinenza -lo- → *nes-la-x, masch. *nes-l-ā. Questo participio andò a giocare un ruolo particolare nella formazione dei tempi verbali, più che come parte nominale del verbo.

### Classi di coniugazione verbale

#### Presente
I verbi protoslavi vengono riclassificati in base al tema che il verbo aggiunge nella formazione del tempo presente. Essi si suddividono in:
- verbi tematici (classe I, -e/o-; classe II, -ne/no-; classe III, -je/jo-
- verbi semitematici (classe IV, -ei-)
- verbi atematici (classe V)

| Persona    | Classe I  | Classe II    | Classe III   | Classe IV  | Classe V |
| ---------- | --------- | ------------ | ------------ | ---------- | -------- |
| 1 p. sing. | uĕd-ā-m   | duīg-n-ā-m   | plāk-j-ā-m   | uīd-j-ā-m  | ĕs-mĭ    |
| 2 p. sing. | uĕd-ĕ-šī  | duīg-n-ĕ-šī  | plāk-j-ĕ-šī  | uīd-ei-šī  | ĕs-sī    |
| 3 p. sing. | uĕd-ĕ-tŭ  | duīg-n-ĕ-tŭ  | plāk-j-ĕ-tŭ  | uīd-ei-tŭ  | ĕs-tĭ    |
| 1 p. plu.  | uĕd-ĕ-max | duīg-n-ĕ-max | plāk-j-ĕ-max | uīd-ei-max | ĕs-max   |
| 2. p. plu. | uĕd-ĕ-tĕ  | duīg-n-ĕ-tĕ  | plāk-j-ĕ-tĕ  | uīd-ei-tĕ  | ĕs-tĕ    |
| 3. p. plu. | uĕd-ā-ntĭ | duīg-n-ā-ntĭ | plāk-j-ā-ntĭ | uīd-ī-ntĭ  | (ĕ)s-ṇti |
| 1. p. du.  | uĕd-ĕ-uē  | duīg-n-ĕ-uē  | plāk-j-ĕ-uē  | uīd-ei-uē  | ĕs-uē    |
| 2. p. du.  | uĕd-ĕ-tā  | duīg-n-ĕ-tā  | plāk-j-ĕ-tā  | uīd-ei-tā  | ĕs-tā    |
| 3. p. du.  | uĕd-ĕ-tĕ  | duīg-n-ĕ-tĕ  | plāk-j-ĕ-tĕ  | uīd-ei-tĕ  | ĕs-tĕ    |

#### Aoristo
L'aoristo si forma in tre modi differenti, che non corrispondono perfettamente alle cinque classi relative alla formazione del presente:
- Aoristo sigmatico (intromissione di -s- nella coniugazione')
- Aoristo tematico o asigmatico
- Aoristo suffissale

Esiste inoltre una formazione più recente di aoristo esteso che riguarda le ultime fasi del tardo slavo comune.
| Persona    | Sigmatico   | Tematico   | Suffissale    |
| ---------- | ----------- | ---------- | ------------- |
| 1 p. sing. | uĕd-s-ă-m   | duīg-ă-m   | bĭr-ā-s-ă-m   |
| 2 p. sing. | uĕd-ĕ-s     | duīg-ĕ-s   | bĭr-ā-s       |
| 3 p. sing. | uĕd-ĕ-t     | duīg-ĕ-t   | bĭr-ā-t       |
| 1 p. plu.  | uĕd-s-ă-max | duīg-ă-max | bĭr-ā-s-ă-max |
| 2. p. plu. | uĕd-s-tĕ    | duīg-ĕ-tĕ  | bĭr-ā-s-tĕ    |
| 3. p. plu. | uĕd-s-ĕnt   | duīg-ā-nt  | bĭr-ā-s-ĕnt   |
| 1. p. du.  | uĕd-s-ă-uē  | duīg-ă-uē  | bĭr-ā-s-ă-uē  |
| 2. p. du.  | uĕd-s-tā    | duīg-ĕ-tā  | bĭr-ā-s-tā    |
| 3. p. du.  | uĕd-s-tĕ    | duīg-ĕ-tĕ  | bĭr-ā-s-tĕ    |